# مزارع گرمی
مزارع گرمی یک منطقهٔ مسکونی در ایران است که در دهستان اجارود مرکزی واقع شده‌است.